# Вирембув (Свентокшиське воєводство)
Вирембув (пол. Wyrębów) — село в Польщі, у гміні Радошиці Конецького повіту Свентокшиського воєводства.
Населення — 138 осіб (2011).
У 1975—1998 роках село належало до Келецького воєводства.

## Демографія
Демографічна структура на день 31 березня 2011 року:
|          | Загалом | Допрацездатний вік | Працездатний вік | Постпрацездатний вік |
| -------- | ------- | ------------------ | ---------------- | -------------------- |
| Чоловіки | 72      | 17                 | 49               | 6                    |
| Жінки    | 66      | 17                 | 34               | 15                   |
| Разом    | 138     | 34                 | 83               | 21                   |